# Jorge Eduardo Eielson

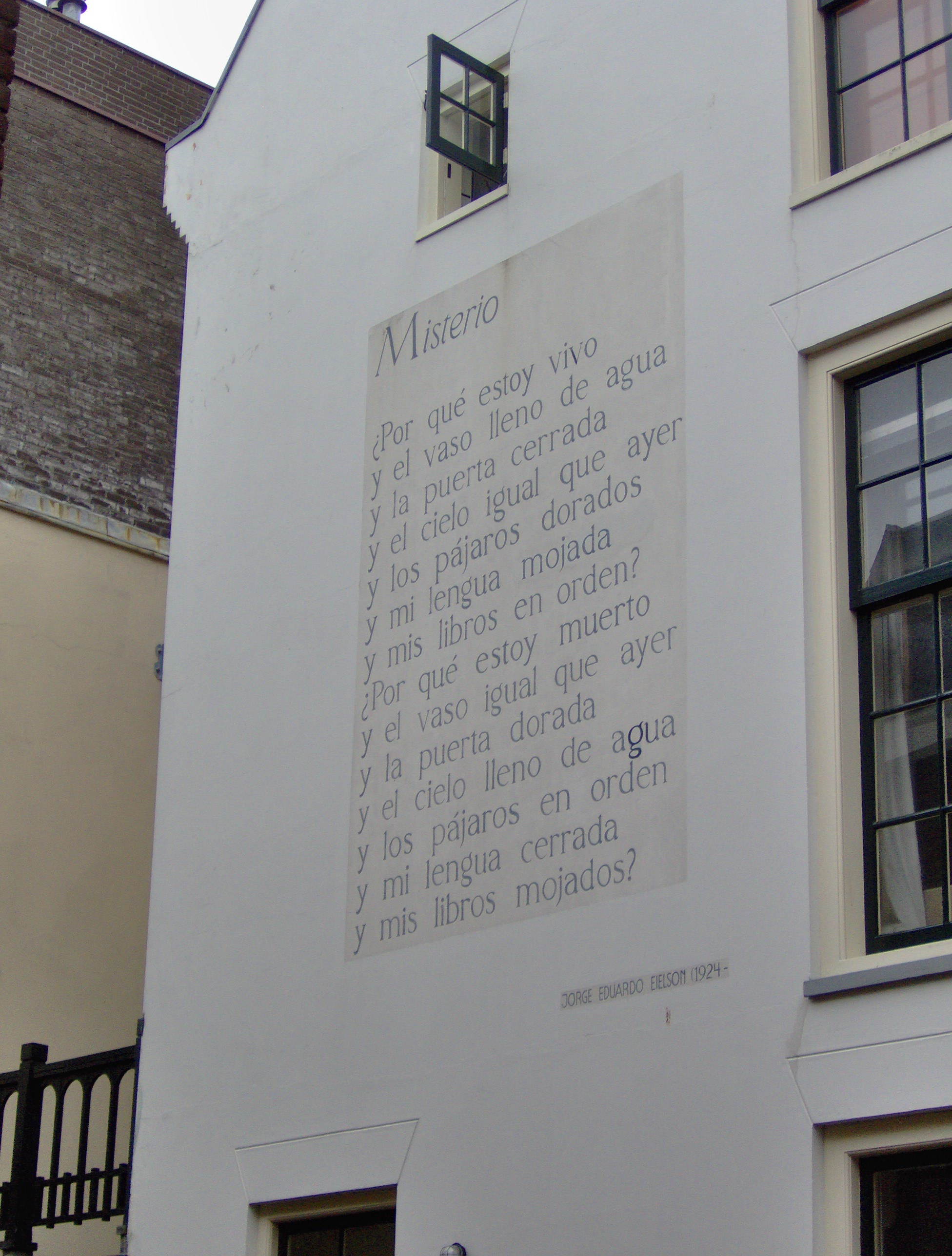
Poema Misterio de Jorge Eduardo Eielson en la fachada posterior del edificio de la calle Noordeinde n.º 6 en Leiden, Países Bajos.

Jorge Eduardo Eielson Sánchez[cita requerida] (Lima, 13 de abril de 1924-Milán, 8 de marzo de 2006), fue un artista peruano quien a lo largo de casi medio siglo desarrolló una amplia obra que comprendió de igual modo el ámbito de la creación literaria —además de poesía, Eielson escribió novelas, textos dramáticos, ensayos y artículos periodísticos—, así como, de las artes visuales, en el que practicó la pintura, además de experimentar con la escultura, la instalación, la acción y la fotografía.
Pertenece a la generación del 50 y es considerado uno de los peruanos que mayor influencia ha dejado en el ámbito de la poesía latinoamericana de la segunda mitad del siglo XX. Como artista, se lo conoció por sus quipus, en una reinterpretación de un antiquísimo instrumento andino, considerado dentro de los precursores del arte conceptual.

## Biografía
Desde temprana edad manifestó su inclinación hacia distintas formas de arte, incluyendo la literatura, las artes visuales y la música. Se da cuenta de que tiene habilidades artísticas especiales; es un apasionado del piano, del dibujo al carboncillo, y de la actuación. Su padre abandonó a su familia y viajó a Estados Unidos, cuando Jorge contaba sólo siete años de edad. Así, terminó viviendo con su madre, su hermano menor y dos hermanas en la casa de unos parientes. Estudió la cultura europea, aprendió también inglés y francés. Pero, ya que es un período de cambios, a menudo extremadamente intranquilos, hacia el final de la escuela conocerá a José María Arguedas, quien, impresionado por su talento, lo incorpora a los círculos culturales de la capital.
En 1944, ingresó a la Universidad Nacional Mayor de San Marcos y estudió junto a Javier Sologuren y Sebastián Salazar Bondy, pero no terminó sus estudios. En 1945, con sólo veintiún años, gana el Premio Nacional de Poesía con el poemario Reinos, publicado en la revista Historia dirigida por el historiador nacional Jorge Basadre. Al año siguiente obtiene el III Premio Nacional de Teatro por una obra titulada Maquillage, parcialmente publicada en la revista Espacio y recientemente editada en su totalidad. Ese 1946, junto con Javier Sologuren y Sebastián Salazar Bondy, publica el estudio de 156 páginas La poesía contemporánea del Perú con ilustraciones de Fernando de Szyszlo.
La obra literaria de Eielson se caracteriza por la búsqueda de la pureza en la expresión, procurando una forma que trascienda las limitaciones de la realidad y del lenguaje. Ello lo llevó a dedicarse además de a las letras, a las artes visuales, entregado a una experimentación vanguardista que le permite un diálogo inédito con algunos aspectos de la cultura precolombina peruana, y tomando particularmente como signo una versión propia del quipu. Así, en 1946, en simultáneo a sus primeros textos literarios, comenzó a pintar. En 1948, expone su obra plástica en la ciudad de Lima donde se granjea el reconocimiento de la crítica, y al mismo tiempo trabaja en la revista de arte y literatura de Jules Supervielle. Ese mismo año viaja a París gracias a una beca del gobierno francés, iniciando con ello una suerte de exilio voluntario de su país, al cual retornaría en muchas, aun cuando cortas oportunidades. En la capital francesa se siente a gusto desde el principio y concurre a los círculos artísticos del Barrio Latino con el pintor Fernando de Szyszlo, su entonces esposa la poetisa Blanca Varela, y donde llega a trabar amistad con el mexicano Octavio Paz, a quien décadas más tarde le dedica su poemario Ptyx.
En la Ciudad Luz participa en la primera exposición de arte abstracto a Salos Réalités de Nouvelles, fundada por André Bloc, donde conoce al artista Raymond Hains, con quien permanecerá vinculado a través de una profunda amistad y por medio del cual conoce a Pierre Restany, quien será un mentor espiritual.
Gracias a una beca de la UNESCO y a algunos artículos de prensa se traslada a Suiza, donde se encuentra con Max Bill. En 1951 se vuelve a la escritura y viaja a Italia. Al llegar a Roma decide quedarse por algún tiempo, colabora con varias revistas y se integra a la Galería Obelisco, donde entabla amistad con los artistas Mimmo Rotella, Piero Dorazio y Emilio Villa, pero sobre todo con el artista ogliastrino y su pareja, Michele Mulas con quien vivirá por el resto de su vida. Vivió la mayor parte del tiempo en Europa y se asentó en la ciudad italiana de Milán.
Estos son los años en que Eielson publica sus más importantes colecciones de poemas, entre las que destaca especialmente Habitación en Roma, y dos novelas: El cuerpo de Giulia-no y Primera muerte de María. En los años sesenta, participará en la Bienal de Venecia, en particular, en los años 1964, 1966 y 1972, y también en la Bienal de París. En 1972, con Herman Braun representa a Perú en la exposición de arte latinoamericano Mirando al sur, en el Centro de Relaciones Interamericanas de Nueva York.
En 1967 se traslada con su pareja Michele Mulas a Nueva York y se vincula al entorno del Hotel Chelsea, y se adhiere a la cultura del budismo zen a través de las enseñanzas de Taisen Deshimaru. En el final de los años setenta retorna a Milán, donde vivirá el resto de la vida con Michele y pasarán cada verano, desde allí, en Bari Sardo, la ciudad natal de este último, en Cerdeña.
A principios de los años ochenta publica en París su obra poética más conocida, Noche oscura del cuerpo, en una edición bilingüe (francés-español) con la que obtuvo gran éxito. En este período, el quehacer artístico y el literario marchan de la mano. En 1988 participa en la III Bienal de La Habana y en los años noventa sus exposiciones personales son realizadas en las galerías más prestigiosas de Milán, Bolonia, Brescia y Roma.
En 1993 efectúa una retrospectiva de sus poemarios: Poesia scritta, publicado en Florencia. Posteriormente, en 1997, William Rowe, del King's College de Londres, organiza un congreso internacional sobre su obra artística y literaria.
La figura de Eielson está plenamente reconocida para inicios del siglo XXI y la Fundación Telefónica de Lima organiza con motivo de la presentación de un website dedicado al poeta y artista plástico una videoconferencia ese 2001, con el concurso del autor en Italia y destacadas personalidades de la poesía nacional en el Perú.
Al año siguiente publicará sus últimas obras literarias: Sin título en Valencia, Celebración en su natal Lima, De materia verbalis en México y Nudos en Tenerife. Ese 2002, su pareja Michele muere de leucemia. Eielson recibe un golpe del que no será capaz de recuperarse.
Por su trabajo como artista plástico recibió en el Perú el Premio Tecknoquímica en 2004. Al año siguiente participó en el proyecto de arte público Itinerarios del sonido, con una pieza que se presentaba en una parada de autobús en el Paseo del Pintor Rosales, en Madrid.
El conjunto de su obra poética se ha editado tres veces con el título Poesía escrita, primero en Lima en 1976, luego México en el año 1989 y posteriormente en Colombia, en 1998. Además, en 2004 la Pontificia Universidad Católica del Perú elaboró una edición especial con toda su obra poética, sumada a selecciones de sus trabajos en prosa y reproducciones de su creación pictórica.
La última etapa de su vida la hará en Milán, donde muere a la edad de 81 años, el 8 de marzo de 2006. Sus restos mortales descansan en el cementerio de la pequeña Bari Sardo junto a la tumba de Michele Mulas.

## Vida personal
En el verano de 1951, Jorge Eduardo Eielson conoció a Michele Mulas en Italia. Michele se encontraba haciendo servicio militar cuando se conocieron. Michele tenía 19 años y Jorge tenía 31. La inmersión de Eielson al budismo zen coincidió con la relación que tuvo con Michele, a quien Jorge consideraba como su guía espiritual.
Tras terminar su servicio militar, Michele Mulas volvió con Jorge y no se volvieron a separar. Si bien no declararon públicamente ser una pareja ni ser homosexuales, pues se presentaban y definían como buenos amigos, vivieron juntos, tanto en Milán, como en la isla de Cerdeña, por 42 años, hasta el fallecimiento de Mulas.
Eielson le dedicó diversos poemas a Michele Mulas, entre ellos resalta Gardalis, uno de los poemas de su etapa final, donde lo llamó «rey de Gardalis».

## Obra

### Obra escrita

#### Colecciones de poesía escrita
Lista elaborada según fecha de creación.
- Moradas y visiones del amor entero (Lima, 1942)
- Cuatro parábolas del amor divino (Lima, 1943)
- Canción y muerte de Rolando (Lima, 1943)
- Reinos (Lima, 1944)
- Antígona (Lima, 1945)
- Ájax en el infierno (Lima, 1945)
- En La Mancha (Lima, 1946)
- El circo (Lima, 1946)
- Bacanal (Lima, 1946)
- Doble diamante (Lima, 1947)
- Primera muerte de María (París, 1949)
- Tema y variaciones (Ginebra, 1950)
- Habitación en Roma (Roma, 1952)
- La sangre y el vino de Pablo (Roma, 1953)
- mutatis mutandis (Roma, 1954)
- Noche oscura del cuerpo (Roma, 1955)
- De materia verbalis (Roma, 1957-1958)
- Naturaleza muerta (Roma, 1958)
- Ceremonia solitaria (Roma, 1964)
- Pequeña música de cámara (Roma, 1965)
- Arte poética (Roma, 1965)
- Ptyx (París, 1980)
- Celebración (Milán, 1990-1992)
- Sin título (Milán, 1994-1998)
- Del absoluto amor (Milán, 2001-2004)

#### Otros poemas
Poemas incluidos en antologías o publicaciones anexas del propio autor según fecha de creación - lista por actualizar.
- Hoy sabemos muchas cosas de la vida - en Canto visibile (Editorial Gli Ori - Pistoya, 2002)
- Hay espejos en el día - en Canto visibile (Editorial Gli Ori - Pistoya, 2002)
- La claridad de la cifra cero - en Canto visibile (Editorial Gli Ori - Pistoya, 2002)
- Lo importante no es creer - en Canto visibile (Editorial Gli Ori - Pistoya, 2002)
- Los elefantes saben siempre - en Canto visibile (Editorial Gli Ori - Pistoya, 2002)
- El esplendor de tus mejillas - en Canto visibile (Editorial Gli Ori - Pistoya, 2002)
- No es necesario escribir bien - en Canto visibile (Editorial Gli Ori - Pistoya, 2002)
- No hay estrellas - en Canto visibile (Editorial Gli Ori - Pistoya, 2002)
- Solo de amor - en De materia verbalis (Editorial Aldus / Editorial ElDorado - México D.F., 2005)
- Solamente la palabra poema - en De materia verbalis (Editorial Aldus / Editorial ElDorado - México D.F., 2005)
- La claridad de la cifra cero - en De materia verbalis (Editorial Aldus / Editorial ElDorado - México D.F., 2005)
- El esplendor de tus mejillas - en De materia verbalis (Editorial Aldus / Editorial ElDorado - México D.F., 2005)
- La gente se queja de las flores - en De materia verbalis (Editorial Aldus / Editorial ElDorado - México D.F., 2005)
- La cantidad de jabones - en De materia verbalis (Editorial Aldus / Editorial ElDorado - México D.F., 2005)
- Considero mi camisa - en De materia verbalis (Editorial Aldus / Editorial ElDorado - México D.F., 2005)
- Hay espejos en el día - en De materia verbalis (Editorial Aldus / Editorial ElDorado - México D.F., 2005)
- Lo que Michele dice lo dice - en De materia verbalis (Editorial Aldus / Editorial ElDorado - México D.F., 2005)
- Lo importante no es creer - en De materia verbalis (Editorial Aldus / Editorial ElDorado - México D.F., 2005)
- Los elefantes saben siempre - en De materia verbalis (Editorial Aldus / Editorial ElDorado - México D.F., 2005)
- Hay un ángel sobre Roma - en De materia verbalis (Editorial Aldus / Editorial ElDorado - México D.F., 2005)
- Brilla la luna y Frankie canta - en De materia verbalis (Editorial Aldus / Editorial ElDorado - México D.F., 2005)
- No es necesario escribir bien - en De materia verbalis (Editorial Aldus / Editorial ElDorado - México D.F., 2005)
- En algunas situaciones - en De materia verbalis (Editorial Aldus / Editorial ElDorado - México D.F., 2005)
- La pelota de Diego es azul - en De materia verbalis (Editorial Aldus / Editorial ElDorado - México D.F., 2005)
- Morir no es sólo mirarse en el espejo - en De materia verbalis (Editorial Aldus / Editorial ElDorado - México D.F., 2005)
- En el silencio de Marcel Duchamp - en De materia verbalis (Editorial Aldus / Editorial ElDorado - México D.F., 2005)
- Fácil como respirar o soñar - en De materia verbalis (Editorial Aldus / Editorial ElDorado - México D.F., 2005)
- En la jaula callada de Cage - en De materia verbalis (Editorial Aldus / Editorial ElDorado - México D.F., 2005)
- La poesía es un juguete atroz - en De materia verbalis (Editorial Aldus / Editorial ElDorado - México D.F., 2005)

#### Poemas cedidos
Poemas incluidos en revistas u otras publicaciones sobre el autor - lista por actualizar.
- Solo de amor - en Jorge Eduardo Eielson. Nudos y asedios críticos - editado por Martha Canfield (Editorial Iberoamericana - Madrid / Editorial Vervuert - Frankfurt, 2002)
- No hay estrellas - en Jorge Eduardo Eielson. Nudos y asedios críticos - editado por Martha Canfield (Editorial Iberoamericana - Madrid / Editorial Vervuert - Frankfurt, 2002)
- Poema de todos los días (o Poema de todos los días y de siempre) - en Jorge Eduardo Eielson. Nudos y asedios críticos - editado por Martha Canfield (Editorial Iberoamericana - Madrid / Editorial Vervuert - Frankfurt, 2002)
- Seguro rey de tu amor - en Jorge Eduardo Eielson. Nudos y asedios críticos - editado por Martha Canfield (Editorial Iberoamericana - Madrid / Editorial Vervuert - Frankfurt, 2002)
- Canto del andrógino terrestre - en Jorge Eduardo Eielson. Nudos y asedios críticos - editado por Martha Canfield (Editorial Iberoamericana - Madrid / Editorial Vervuert - Frankfurt, 2002)

#### Publicaciones poéticas
Libros editados en vida presentando alguna de las colecciones de la poesía escrita.
- Reinos (Revista Historia - Lima, 1945) (edición corregida final: Ediciones La Clepsidra - Lima, 1973)
- Canción y muerte de Rolando (Ediciones La Rama Florida - Lima, 1959)
- mutatis mutandis (Ediciones La Rama Florida - Lima, 1967)
- Nuit obscure du corps / Noche oscura del cuerpo (Revista Altaforte - Alenzón, 1983) (edición corregida final: Jaime Campodónico Editor - Lima, 1989)
- Sin título (Editorial Pre-Textos - Valencia, 2000)
- Celebración (Jaime Campodónico Editor - Lima, 2001)
- Del absoluto amor (Editorial Pre-Textos - Valencia, 2005)

#### Antologías poéticas
Libros que contienen una o más colecciones de la poesía escrita y en los que el autor participó en vida brindando su aprobación y/o material inédito o corregido.
- Poesía escrita (Instituto Nacional de Cultura - Lima, 1976)
- Poesía escrita (Editorial Vuelta - Ciudad de México, 1989)
- Poesia scritta (Casa Editrice Le Lettere - Florencia, 1993)
- Antología (Fondo de Cultura Económica - Lima, 1996)
- Poesía escrita (Editorial Norma - Bogotá, 1998)
- Vivir es una obra maestra (Editorial Ave del Paraíso - Madrid, 2003)
- Arte poética (Fondo Editorial de la Pontificia Universidad Católica del Perú - Lima, 2004)
- De materia verbalis (Editorial Aldus / Editorial ElDorado - México D.F., 2005)

#### Narrativa
Novelas.
- El cuerpo de Giulia-no (Roma, 1955 - 1957 / Editorial Joaquín Mortiz - México D.F., 1971)
- Primera muerte de María (Roma, 1959 - París, 1980 / Fondo de Cultura Económica - México D.F., 1988)

#### Teatro
Dramaturgia.
- Maquillage (Lima, 1947 / Editorial San Marcos - Lima, 2012)
- Acto final (Lima, 1947 / en Poesía escrita (Editorial Norma - Bogotá, 1998))

#### Obra escrita no publicada oficialmente
Incluye poemas, cuentos, artículos, ensayos, etc., publicados en revistas y publicaciones especializadas - lista pendiente-:
- Diario nocturno del bienaventurado - poema (en La Prensa - Lima, 1943)
- Dormido - poema (en Palabra. En defensa de la cultura, 7 - Lima, 1944)
- Los que velan - poema (en La Prensa - Lima, 1945)
- Diario de la errancia - cuento (en Turismo, IX - Lima, 1946)
- Marta y María - cuento (en El correo de Ultramar, 4 - Lima, 1947)
- Poema - poema (en La Prensa - Lima, 1946)
- Orfeo - poema (en La Nación - Lima, 1947)
- Cámara luciente - poema (en Cultura Peruana - Lima, 1948)
- El silencio (ejercicio 5) - poema (en Dominical de El Comercio - Lima, 1953)
- Canon (poema giratorio con pájaros siglos esplendores etc.) - poema (en Creación & Crítica, 1 - Lima, 1971)
- Westphalen dice - poema (en Creación & Crítica, 20 - Lima, 1977)
- Cuarteto final - poema (en Revista de la Universidad de México, XXXIV, 1- México, 1979)
- Cuerpo ocupado - poema del conjunto El cuerpo escrito (en Vuelta, 43 - México, 1980)
- Cuerpo vacío - poema del conjunto El cuerpo escrito (en Vuelta, 43 - México, 1980)
- Divagación - poema (en Oráculo, 3-4 - 1981)
- La ciudad - poema (en Kuntur, 5 - Lima, 1987)
- Los ebrios - poema (en Kuntur, 5 - Lima, 1987)
- Los que velan - poema (en Kuntur, 5 - Lima, 1987)
- Recuerdo - poema (en Kuntur, 5 - Lima, 1987)
- Mi familia ha muerto - poema (en Kuntur, 5 - Lima, 1987)
- Extranjera - poema (en Kuntur, 5 - Lima, 1987)
- Dalí - poema (en Kuntur, 5 - Lima, 1987)
- Tableta arcaica - poema (en Kuntur, 5 - Lima, 1987)
- Llanto - poema (en Kuntur, 5 - Lima, 1987)
- Firmamento - poema (en Jorge Eduardo Eielson: il linguaggio magico dei nodi - Milán, 1993)

### Obra visual

#### Colecciones de poesía visual
Lista elaborada según fecha de creación.
- eros/iones (Roma, 1958)
- 4 estaciones (Roma, 1960)
- Canto visible (Roma, 1960)
- 4 poemas virtuales (Roma, 1960)
- 4 textos (Roma, 1960)
- Papel (Roma, 1960)

#### Publicaciones de poesía visual
Libros editados en vida presentando una o más de las colecciones de poesía visual.
- Canto visibile (Editorial Gli Ori - Pistoya, 2002)

#### Antologías
Libros que contienen una o más colecciones de la poesía visual y en los que el autor participó en vida brindando su aprobación y/o material inédito o corregido.
- Poesía escrita (Instituto Nacional de Cultura - Lima, 1976)
- Arte poética (Fondo Editorial de la Pontificia Universidad Católica del Perú - Lima, 2004)
- De materia verbalis (Editorial Aldus / Editorial ElDorado - México D.F., 2005)

#### Aclaración
La serie Nudos es un ejercicio abierto que nunca tuvo un final definitivo, pero fue incluida en diferentes antologías y publicaciones -lista por actualizar:
- Nudos (Centre for Latin American Cultural Studies del King's College London- Londres, 1997)
- Canto visibile (Editorial Gli Ori - Pistoya, 2002)
- Nudos (Fundación César Manrique - Canarias, 2002)
- Jorge Eduardo Eielson. Nudos y asedios críticos - editado por Martha Canfield (Editorial Iberoamericana - Madrid / Editorial Vervuert - Frankfurt, 2002)
- Vivir es una obra maestra (Editorial Ave del Paraíso - Madrid, 2003)
- Arte poética (Fondo Editorial de la Pontificia Universidad Católica del Perú - Lima, 2004)

### Obra plástica

#### Series
Lista elaborada según fecha de creación -lista pendiente de corrección:
- Paisaje infinito de la costa del Perú
- Quipus
- Nudos
- Autorretrato

#### Obras
Lista elaborada según fecha de creación -lista pendiente:
- La puerta de la noche

### Otros
- Esculturas subterráneas (1966 - 1968 / textos incluidos en Poesía escrita (Editorial Norma - Bogotá, 1998))
- Azul (2005) - poema sonoro, parte del proyecto español de arte público Itinerarios del sonido.

## Publicaciones

### Publicaciones en vida
Lista elaborada según fecha de publicación.
- Reinos - poesía escrita (Revista Historia - Lima, 1945) (edición corregida final: Ediciones La Clepsidra - Lima, 1973)
- La poesía contemporánea del Perú - antología escrita junto a Sebastián Salazar Bondy y Javier Sologuren (Editorial Cultura Antártica - Lima, 1946)
- Canción y muerte de Rolando - poesía escrita (Ediciones La Rama Florida - Lima, 1959)
- mutatis mutandis - poesía escrita (Ediciones La Rama Florida - Lima, 1967)
- El cuerpo de Giulia-no - novela (Editorial Joaquín Mortiz - México D.F., 1971)
- Poesía escrita - antología de poesía escrita y visual (Instituto Nacional de Cultura - Lima, 1976)
- Nuit obscure du corps / Noche oscura del cuerpo - poesía escrita (Revista Altaforte - Alenzón, 1983) (edición corregida final: Jaime Campodónico Editor - Lima, 1989)
- Primera muerte de María - novela (Fondo de Cultura Económica - México D.F., 1988)
- Poesía escrita - antología de poesía escrita (Editorial Vuelta - Ciudad de México, 1989)
- Poesia scritta - antología de poesía escrita (Casa Editrice Le Lettere - Florencia, 1993)
- Antología - antología de poesía escrita (Fondo de Cultura Económica - Lima, 1996)
- Poesía escrita - antología de poesía escrita (Editorial Norma - Bogotá, 1998)
- Sin título - poesía escrita (Editorial Pre-Textos - Valencia, 2000)
- Celebración - poesía escrita (Jaime Campodónico Editor - Lima, 2001)
- Nudos - poesía visual (Fundación César Manrique - Canarias, 2002)
- Canto visibile - poesía visual (Editorial Gli Ori - Pistoya, 2002)
- Vivir es una obra maestra - antología de poesía escrita (Editorial Ave del Paraíso - Madrid, 2003)
- Arte poética - antología de poesía escrita (Fondo Editorial de la Pontificia Universidad Católica del Perú - Lima, 2004)
- Del absoluto amor - poesía escrita (Editorial Pre-Textos - Valencia, 2005)
- De materia verbalis - antología de poesía escrita y visual (Editorial Aldus / Editorial ElDorado - México D.F., 2005)

### Publicaciones póstumas
Lista elaborada según fecha de publicación.
- Habitación en Roma - poesía escrita (Lustra Editores - Lima, 2008)
- Ptyx - poesía escrita (Lustra Editores - Lima, 2008)
- Poeta en Roma - antología de poesía escrita (Visor - Madrid, 2009)
- Ceremonia comentada. Textos sobre arte, estética y cultura 1946 - 2005 - recopilación de textos y ensayos (Instituto Francés de Estudios Andinos, Museo de Arte de Lima y Fondo Editorial del Congreso del Perú - Lima, 2010)
- Maquillage - obra de teatro (Editorial San Marcos - Lima, 2012)
- El amor - poema escrito (revista Lucerna - Lima, 2013)
- Ser un artista - poema escrito [variación del poema escrito Ser artista perteneciente a la colección Arte poética (1965)] (Jorge Eielson. Gesti ancestrali e forme attuali. A cura di Martha L. Canfield e Antonella Ciabatti - Florencia, 2014)
- Habitación en Roma - poesía escrita (Lustra Editores - Lima, 2014)
- Poeta en Lima - antología de poesía escrita (Lustra Editores & Sur Anticuaria- Lima, 2015)
- Poeta en Roma - antología de poesía escrita (Lustra Editores & Sur Anticuaria - Lima, 2015)
- Poeta en Milán - antología de poesía escrita (Lustra Editores & Sur Anticuaria - Lima, 2016)

### Otras publicaciones
- Puruchuco - ensayo, contiene fotografías de José Casals (Organización de Promociones Culturales y Agusto Elmore (ed. asociado) - Lima, 1980)
- Escultura precolombina de cuarzo - ensayo, en coautoría con J.D. Márquez Pecchio (Ernesto Armitano / Editor - Caracas, 1985)
- El diálogo infinito. Una conversación con Martha L. Canfield - conversación (Editorial Artes de México - México D.F. / Editorial Iberoamericana - Madrid, 1995)